# فساران
فساران هي قرية في مقاطعة أصفهان، إيران. عدد سكان هذه القرية هو 1,560 في سنة 2006.